# Вільшанки (село)
Вільшанки (Ольшанкі, пол. Olszanki) — село в Польщі, у гміні Кодень Більського повіту Люблінського воєводства. Населення — 111 осіб (2011).

## Історія
За даними етнографічної експедиції 1869—1870 років під керівництвом Павла Чубинського, у селі переважно проживали греко-католики, які розмовляли українською мовою.
За німецьким переписом 1940 року, у селі проживало 378 осіб, з них 311 українців, 63 поляків, 4 білорусів. У 1943 році в селі мешкало 206 українців, 98 поляків та 66 білорусів.
У 1947 році в рамках операції «Вісла» польською армією із села було виселено 336 українців.
У 1975—1998 роках село належало до Білопідляського воєводства.

## Населення
Демографічна структура станом на 31 березня 2011 року:
|          | Загалом | Допрацездатний вік | Працездатний вік | Постпрацездатний вік |
| -------- | ------- | ------------------ | ---------------- | -------------------- |
| Чоловіки | 52      | 4                  | 38               | 10                   |
| Жінки    | 59      | 10                 | 31               | 18                   |
| Разом    | 111     | 14                 | 69               | 28                   |

## Особистості

### Народилися
- Назарук Василь Ількович (нар. 1946) — український літературознавець, перекладач.